# لجنة الشؤون المنغولية والتبتية

شعار لجنة الشؤون المنغولية والتبتية التابعة لجمهورية الصين

لجنة الشؤون المنغولية والتبتية (MTAC) كانت لجنةً على مستوى وزاري تابعةً للمجلس التنفيذي في جمهورية الصين. حُلّت في 15 سبتمبر/أيلول 2017.